# Tassatività
Il principio di tassatività è un corollario del principio di legalità o di riserva di legge in materia penale. Questo principio trova riconoscimento nell’articolo 1 del codice penale e nell’articolo 14 delle preleggi che stabilisce: “le leggi penali non possono essere applicate oltre i casi e i tempi in esse stabiliti”.
Tale corollario viene anche definito divieto di analogia in malam partem. Si incorre nel divieto di analogia quando viene attribuito alla norma penale un significato tale da poter sottoporre a questa casi non riconducibili al suo tenore letterale o quando la norma viene estesa a casi concreti simili rispetto a quelli previsti dalla norma incriminatrice.
Non vengono sottoposte al divieto di analogia in malam partem le norme che escludono o attenuano la responsabilità quindi si parla di analogia in bonam partem. Affinché sia legittimo il ricorso all’analogia sono richiesti tre requisiti fondamentali: che la norma non ricomprenda il caso in esame neanche se interpretata estensivamente, che la lacuna dovuta all'interprete non sia volontaria, e che la norma favorevole non abbia carattere eccezionale.

## Finalità
L'attuazione di tale principio consente di ottenere, allo stesso tempo, tre risultati:
- consentire al cittadino di conoscere esattamente quali sono i comportamenti vietati e le relative sanzioni previste per le trasgressioni a tali divieti;
- garantire al cittadino di non restare vittima di abusi del potere giudiziario cui, diversamente, resterebbe affidato il compito di stabilire, a fatto ormai commesso, un nuovo divieto e l'applicabilità di una sanzione;
- assicurare il pieno esercizio del diritto di difesa che diversamente risulterebbe menomato a causa dell'indeterminatezza del confine tra ciò che è lecito e ciò che invece è vietato e penalmente sanzionato.

## Fondamento
Pur non espressamente previsto dalla Costituzione italiana né dalla Convenzione europea dei diritti dell'uomo, per la dottrina e per la giurisprudenza assolutamente maggioritaria (si veda al riguardo Corte Costituzionale 9 aprile 1981 n. 96 che ha ritenuto illegittima la norma sul plagio, di cui all'art. 603 c.p., per difetto di determinatezza), il principio di tassatività è ritenuto corollario del principio di legalità di cui al comma secondo dell'art. 25 della Costituzione. Il principio di tassatività è esplicitamente espresso all'art. 1 codice penale italiano.
Quindi, il principio di tassatività impone particolare responsabilità al Legislatore nella formulazione della norma penale, perché - se questi emana una fattispecie particolarmente complessa sul piano letterario-semantico, o peggio ancora una fattispecie claudicante nei suoi elementi - si verificheranno i rischi sopra delineati. Il legislatore, che non lo avrà rispettato, esporrà la norma al giudizio di incostituzionalità: ciò, prima della promulgazione della legge, potrebbe indurre il presidente della Repubblica a non firmarla e reinviarla alle camere, e successivamente potrebbe pervenirsi all'annullamento ad opera della Corte Costituzionale.

## Tipologia
Tale principio rappresenta altresì un dato fortemente garantista in diritto penale (è infatti uno dei quattro sottoprincipi del principio di legalità penale), perché concorre a fondare uno dei suoi pilastri, ovvero il fatto. Senza di questo si avrebbe un diritto penale del sospetto dove il comportamento sanzionato può essere determinato da fonti extrapenali.
Per esempio si veda il famoso caso Aldo Braibanti, e la successiva fondamentale sentenza della Corte costituzionale in materia di plagio. 
L'interpretazione della legge penale è rigida, e nell'ordinamento italiano si basa sul principio che "tutto ciò che non è vietato è lecito". 
Tale principio non è tuttavia applicabile in materia civile, ove talvolta operano le clausole generali: per esempio è prevista la sanzionabilità di chiunque cagioni ad altri un danno ingiusto (art. 2043 c.c.).